# Paragagrella brevispina
Paragagrella brevispina is een hooiwagen uit de familie Sclerosomatidae.